# Gare de Hanaborg
La gare de Hanaborg  est une halte ferroviaire destinée au trafic local.

## Situation ferroviaire
Elle se situe à 15,5 km d'Oslo et à 157 mètres d'altitude.

## Histoire
La halte a été inaugurée le 1er octobre 1956.
Des travaux sont décidés afin de moderniser la halte, il s'agissait principalement de refaire et rallonger les quais. Ces travaux qui devaient être rapidement effectués ont débuté en février 2012 et devaient être achevés en septembre de la même année. Les travaux ont duré beaucoup plus longtemps puisque la halte n'a pu rouvrir qu'au second semestre 2014. L'étude du sol aurait été mal faite, apportant des difficultés quant à la réalisation. Ce à quoi s'est ajouté un conflit entre la Jernbaneverket et l'entreprise devant effectuer les travaux.
La facture des travaux qui devaient coûter à la base 32 millions de couronnes norvégiennes (environ 4 millions d'euros) a été largement revue à la hausse puisque la facture finale atteint les 70 millions (environ 8,7 millions d'euros) même s'il a été question fut un temps que la facture soit encore plus importante et dépasse la centaine de millions.
La gare est de nouveau ouverte au public en novembre 2014.

## Service des voyageurs

### Accueil
La halte est équipée d'aubettes et d'un automate pour l'achat de titres de transport.

### Desserte
La gare est desservie par la ligne de train locale reliant Spikkestad à Lillestrøm.

### Intermodalités
Un arrêt de bus, également nommé Hanaborg, est situé à proximité de la halte.